# Adra argentilinea
Adra argentilinea är en fjärilsart som beskrevs av Walker 1863. Adra argentilinea ingår i släktet Adra och familjen nattflyn. Inga underarter finns listade i Catalogue of Life.